# Rumsonde
 For alternative betydninger, se Sonde.
En rumsonde  er et ubemandet, videnskabeligt, undersøgende rumfartøj. En rumsonde kan vende  tilbage til jorden, hvis den er programmeret til det, men kan også være på en envejs-mission f.eks. Voyager-sonderne, som er på vej ud af vores solsystem efter at have besøgt de fleste planeter.